# 年獸
年獸，別稱為“夕”。是中國傳說中會在過年前出現的一頭怪物。上海图书馆参考馆员祝淳翔認為“年兽”一说最早追溯到民國報刊。可能源於山臊惡鬼的傳說，後續出現演變過後的民間說法，並透過各种媒体中广泛流传。

## 傳說
有一年，“年兽”跑到一村作惡，被一家门口晾的大紅色衣服吓跑；到了另一村，又被灯光吓走；到了另一處，也被打掃的人嚇跑。于是，人们開始了解“年兽”的弱點，牠怕声音、怕红色、怕火光、也不喜歡整潔的環境，所以每至年末岁首，人们就在家门口大掃除、贴紅聯、放鞭炮、挂红灯，又在院子里烧柴禾、拢旺火，用菜刀剁菜肉來发出声音，以嚇走“年兽”，使牠不再禍害人們。人们庆幸打敗“年兽”，於是敲锣打鼓，互称“恭喜”，便是“过年”一词的由來。如今，正月初一在部份地區被称为“春节”。
也有另一種說法，牽涉一位收服年獸的乞討老人。有說老人為鴻元老祖，後來收伏了年獸成其坐騎。

## 考证
《尔雅·释天》记述：“夏曰岁，商曰祀，周曰年。”這說明“年”字是从周朝开始。以文字学角度來看，年的造字以「禾」及「千」兩個字組成的，与动物无关。《說文解字·禾部》：“年，穀熟也。从禾千声。春秋传曰大有年。”這裡的“年”有豐收的意思。
至於年獸怕声音、怕火光可能源自於放鞭炮驅逐山魈。南北朝人宗懍《荊楚歲時記》載：“正月一日，是三元之日也，春秋谓之端日，雞鳴而起，先於庭前爆竹，以辟山臊惡鬼。”又舉《神異經》云：“西方山中有人焉，其長尺餘，一足，性不畏人，犯之則令人寒熱，名曰山臊。人以竹著火中，烞熚有聲，而山臊驚憚遠去。”山魈的記載始見於《山海經》，韋昭注：“或云夔一足，越人謂之山繅也。或言獨足魍魎，山精，好學人聲而迷惑人也。”
大掃除的習俗自周朝即有，《周禮》記載：“率百隸而時儺，以索室驅疫鬼”。高誘注《吕氏春秋·季冬》：“今人臘歲前一日，擊鼓驅疫，謂之逐除”。自先秦以來即有迎神以驱逐疫鬼之風俗。《论语·乡党》载：“乡人傩，朝服而立于阼阶。”何晏集解云：“孔子曰：傩，驱逐疫鬼也。”
上海图书馆参考馆员祝淳翔考證，年獸傳說最早只能追溯到民初小說家、報人孫玉聲（海上漱石生）於1933年1月17日發表於《金钢钻》的文章《沪壖话旧录·岁时风俗之回忆》。孫在文中說：「其有悬紫微星画轴者，画家每绘一石柱，柱上锁一似狗非狗之兽，或云是兽即天狗星，或云是兽名『年』，常欲食人，紫微星故锁系之，不令至下界肆恶，而使人不逢年患，故过年时悬此最宜。」但孫也不清楚此故事的更早來源。祝淳翔認為此文便是後世一切年獸故事的源頭。祝淳翔還認為，清代年畫中描繪的紫微星君降服猛兽主題，可能來自杜甫的《天狗赋》。